# Mikula Szeljanyinovics

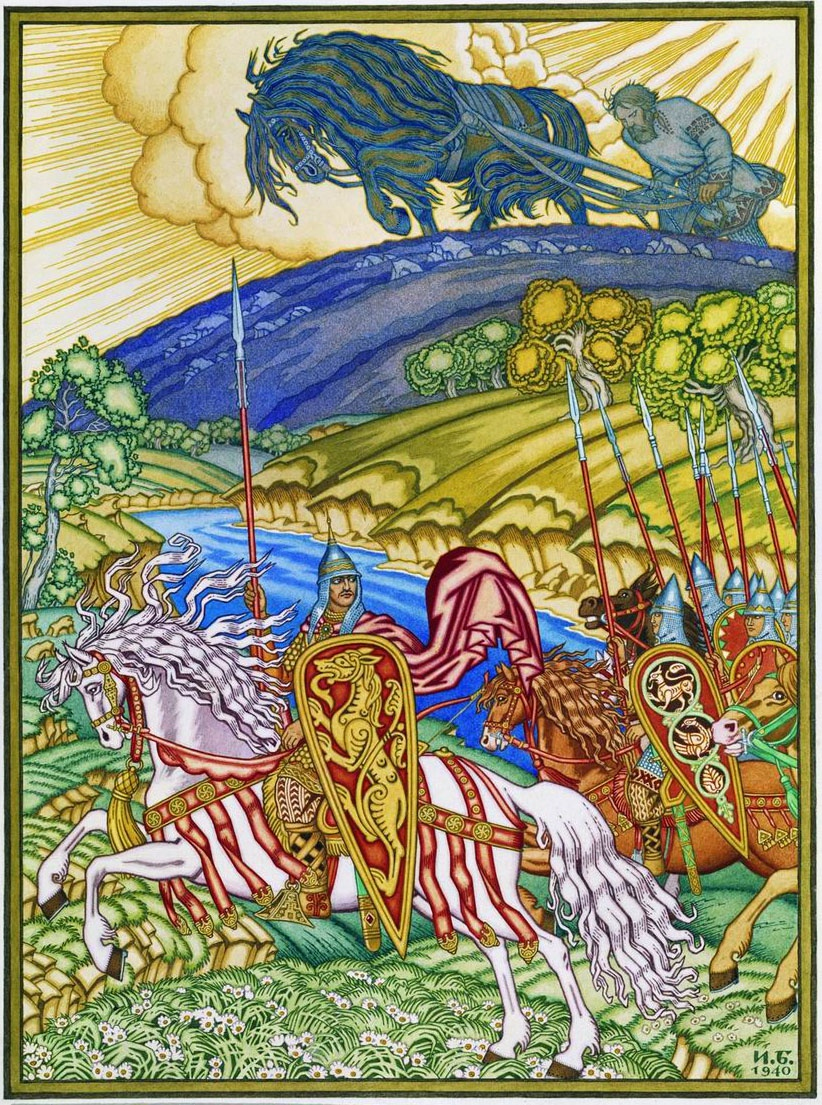
Ivan Bilibin: Volja és a szántóvető Mikula Szeljanyinovics

Mikula Szeljanyinovics a bilinák hős vitéze, a paraszti eszmény megtestesítője.
Egyszer Voljga és kísérői találkoztak vele. Voljga hívta, hogy tarton vele adószedő útján, Mikula engedett a felszólításnak. Arra kérte Volgját, hogy valamelyik vitéze emelje ki a földből az ekéjét, és visszatéréséig helyezze biztonságba. Az ekét azonban senki sem tudta kimozdítani a földből, mígnem Mikula Szeljanyinovics félkézzel felemelte.